# David Montalvo
David Montalvo Aviles (Cidade do México, 24 de dezembro de 1993) é um ator e modelo mexicano, conhecido por seu trabalho em Control Z como Bernardo e na série Tengo que morir todas las noches como Blas. Trabalhou com personalidades como Silvia Navarro.

## Filmografia

### Cinema
- Esto no es Berlin (2019) como Ajo
- El baile de los 41 (2020) como Rainha Isabel
- Tickle where it hurts (2021) como Luka

### Televisão
- La muchacha que limpia (2021) como Francisco
- Control Z (2022) como Bernardo
- Pisando fundo (2022) como Centavo
- Tengo que morir todas las noches (2024) como Blas
- El secreto del río (2024) como Felipe

### Teatro
- La sociedad de los poetas muertos (2018)
- Enemigo de clase (2017)
- No hay problema (2017)
- Ni contigo, ni sin ti (2016)
- Los perros (2016)